# Barbara Alyn Woods
Barbara Alyn Woods (født 11. marts 1962 i Chicago, Illinois) er en amerikansk skuespillerinde. Barbara er gift med John Lind, som hun mødte på optagelserne til Honey, I Shrunk the Kids: The TV Show. De blev gift i 1999. De har tre døtre. Det tredje og sidste barn fødte Barbara den 27. juli 2007.